# Spongyabob – Ki a vízből!
A Spongyabob – Ki a vízből! (eredeti cím: The SpongeBob Movie: Sponge Out of Water) 2015-ben bemutatott egész estés amerikai vegyes technikájú film, amelyben valós és számítógéppel animált díszletek, élő és számítógéppel animált szereplők közösen szerepelnek. A játékfilm rendezője Paul Tibbitt, producerei Paul Tibbitt és Mary Parent. A forgatókönyvet Jonathan Aibel, Glenn Berger, Paul Tibbitt és Stephen Hillenburg írta, a zenéjét John Debney szerezte. A mozifilm a Paramount Animation, a Nickelodeon Movies és a United Plankton Pictures gyártásában készült, a Paramount Pictures forgalmazásában jelent meg. Műfaját tekintve fantasyfilm, kalandfilm és filmvígjáték. Ez a SpongyaBob Kockanadrág című animációs sorozat második mozifilmes spin-offja.
Amerikában 2015. február 6-án, míg Magyarországon 6 nappal később február 12-én mutatták be a mozikban.

## Cselekmény
|  | Alább a cselekmény részletei következnek! |

Spongyabobnak átlagosan indul a nap a Rozsdás Rákollóban, ám ekkor megérkezik Plankton, aki a szokottnál is intenzívebb támadást indít, hogy megszerezze a herkentyűburger titkos receptjét. El is ér a receptet rejtő széfhez, ám az ekkor eltűnik. Bikinifenék lakosai a herkentyűburger hiányától annyira megőrülnek, hogy posztapokaliptikussá kezd átváltozni a város. Rák úr próbálja kiszedni Planktonból, hogy hova rejtette a receptet, ám Spongyabob most az egyszer érzi, hogy tényleg nem ő a bűnös, ezért megszökteti. Ketten kényszeresen szövetkezve próbálják megtalálni a receptet, még az időben is utazva, ám nem járnak sikerrel. Ezután viszont herkentyűburger szagot éreznek a felszínről, ezért a Spongyabobból, Patrikból, Tunyacsápból, Rák úrból, Szandiból és Planktonból álló csapat kimegy a számukra ismeretlen világba. Kiderül, hogy egy Burgerszakáll (Antonio Banderas) nevű kalóz áll a dolog mögött, akinek tulajdonába került egy mágikus könyv, amibe ha valamit beleír, akkor az megtörténik – így szerezte meg a titkos receptet is, hogy övé legyen a legjobb kifőzde a világon. A csapat igyekszik szembeszállni vele, amely során a történet egy pontján szuperhősökké válnak.
|  | Itt a vége a cselekmény részletezésének! |

## Szereplők
| Animált szereplő | Eredeti hang | Magyar hang                                                              |
| --- | --- | ------------------------------------------------------------------------ |
| Spongyabob Kockanadrág (SpongeBob SquarePants) | Tom Kenny | Baráth István                                                            |
| Csigusz (Gary Snail) | Tom Kenny | Saját hangján                                                            |
| Csillag Patrik (Patrick Star) | Bill Fagerbakke | Bognár Tamás                                                             |
| Tintás Tunyacsáp (Squidward Tentacles) | Rodger Bumpass | Imre István                                                              |
| Rák úr (Mr. Krabs) | Clancy Brown | Uri István                                                               |
| Sheldon J. Plankton (Plankton) | Mr. Lawrence | Németh Gábor                                                             |
| Szandi Csovi (Sandy Cheeks) | Carolyn Lawrence | Kisfalvi Krisztina                                                       |
| Karen (Karen) | Jill Talley | Hámori Eszter                                                            |
| Sirályok (Seagulls) | - Peter Shukoff - Lloyd Ahlquist - Carlos Alazraqui - Eric Bauza - Tim Conway - Eddie Deezen - Nolan North - Rob Paulsen - Kevin Michael Richardson - April Stewart - Cree Summer - Billy West | - Abaházi Csaba - Bolba Tamás - Faragó András - Kovács Áron - Vágó Piros |
| Kyle, a sirály (Kyle the Seagull) | Paul Tibbitt | Garami Gábor                                                             |
| Bubi, a delfin (Bubbles) | Matt Berry | Magyar Bálint                                                            |
| Pletyka Potyka (Perch Perkins) | Dee Bradley Baker | Láng Balázs                                                              |
| Élőszereplő | Színész | Magyar hang                                                              |
| Burgerszakáll (Burger-Beard the Pirate) | Antonio Banderas | Kőszegi Ákos                                                             |
| Dühös vásárló | Thomas F. Wilson | N/A                                                                      |
| Harriet | Veronica Alicino | N/A                                                                      |
| Mikey | Noah Lomax | N/A                                                                      |
| Dean | J.R. Nutt | N/A                                                                      |
| Frank | Chris Conner | N/A                                                                      |
| További magyar hangok: Baradlay Viktor, Császár András, Gardi Tamás, Györke Laura, Hamvas Dániel, Joó Gábor, Korbuly Péter, Maday Gábor, Markovics Tamás, Nikas Dániel, Oroszi Tamás, Pál Dániel Máté, Pál Zsófia, Pap Katalin, Renácz Zoltán, Sallai Nóra, Sörös Miklós, Szokol Péter, Törköly Levente, Varga Gábor | |                                                                          |

Magyar változat
A szinkront az SDI Media Hungary készítette.
- Magyar szöveg: Speier Dávid
- Hangmérnök: Kránitz Lajos András
- Keverőhangmérnök: Eugenio Gonzalo
- Vágó: Kránitz Bence
- Gyártásvezető: Németh Piroska
- Szinkronrendező: Faragó József
- Zenei rendező: Bolba Tamás
- Produkciós vezető: Németh Napsugár, Szabó Nicolette
- Felolvasó: Bozai József

## Televíziós megjelenések
- HBO, HBO 2, HBO Comedy / HBO 3  (korábban)
- FilmBox Family, Paramount Channel / Paramount Network  (később)
- Mozi+, Moziverzum, TV2, Viasat 3